# 장폴 아발로
장폴 아발로(프랑스어: Jean-Paul Yaovi Dosseh Abalo, 1975년 6월 26일 ~)는 토고의 은퇴한 축구 선수이자, 포지션은 센터백이었다.

## 2006년 FIFA 월드컵
아발로는 2006년 FIFA 월드컵 아프리카 지역 예선에서 토고의 첫 월드컵 본선 진출을 이끌었으며, 월드컵 본선 무대에 주장으로 출전했다. 그러나 아발로는 대한민국과의 첫 경기에서 후반 8분경 박지성에게 태클을 걸었고, 경고 누적으로 퇴장당했다. 결국 수적 열세에 놓인 토고는 이천수, 안정환에게 연속골을 내주면서 역전당했다.

## 경력
- 1998년 아프리카 네이션스컵 국가대표
- 2000년 아프리카 네이션스컵 국가대표
- 2002년 아프리카 네이션스컵 국가대표
- 2006년 아프리카 네이션스컵 국가대표
- 2006년 FIFA 월드컵 국가대표